# بالاکلاوا (کریمه)
بالاکلاوا (اوکراینی: Балаклáва) یک شهر در شبه‌جزیره کریمه در کشور روسیه/اوکراین است.